# Juan José Gómez (militar mexicano)
Gral. Juan José Gómez fue un militar mexicano que participó en la Revolución mexicana. Fue un general de la tribu yaqui. Se rebeló en distintas ocasiones tanto contra el gobierno federal como con las autoridades estatales. Luchó contra Victoriano Huerta bajo las órdenes de Álvaro Obregón y fue representado en la Convención de Aguascalientes en noviembre de 1914 por Manuel Ceballos.  